# Arthurite
L'arthurite è un minerale appartenente al gruppo omonimo.